# 울펜슈타인 3D
《울펜슈타인 3D》(Wolfenstein 3D)는 이드 소프트웨어에서 개발한 1인칭 슈팅 게임으로 1992년 5월 5일에 출시되었다. 캐슬 울펜슈타인과 비욘드 캐슬 울펜슈타인의 원조가 된 게임으로 최초의 1인칭 슈팅 게임이라고도 한다. 방식과 분위기가 거의 둠과 비슷하고, 때로는 어스웜 짐 게임하고도 비슷하다.
처음에 1992년 5월 5일 도스용으로 출시된 이 게임은 1981년 뮤즈 소프트웨어(Muse Software)의 비디오 게임 캐슬 울펜슈타인에서 영감을 얻었으며 울펜슈타인 시리즈의 세 번째 작품이다. 울펜슈타인 3D에서 플레이어는 연합군 스파이 윌리엄 "B.J."의 역할을 맡는다. 제2차 세계 대전 중 블라즈코비치는 나치 독일 감옥인 울펜슈타인 성에서 탈출하여 나치에 대항하는 일련의 중요한 임무를 수행한다. 플레이어는 게임의 각 레벨을 이동하여 다음 레벨로 가는 엘리베이터를 찾거나 최종 보스를 죽이고 칼과 다양한 총을 사용하여 나치 군인, 개 및 기타 적과 싸우게 된다.
울펜슈타인 3D는 커맨더 킨 시리즈 에피소드에 이어 이드 소프트웨어의 두 번째 주요 독립 릴리스였다. 1991년 중반, 프로그래머 존 카맥은 게임플레이와 시점을 단일 비행기로 제한하여 빠른 3D 게임 엔진을 만드는 실험을 했고, 호버탱크 3D와 카타콤 3-D를 프로토타입으로 제작했다. 디자인 세션을 통해 회사는 가족 친화적인 킨에서 보다 폭력적인 테마로 전환한 후 프로그래머 존 로메로는 1981년 스텔스 슈팅 게임 캐슬 울펜슈타인을 빠른 속도의 액션 게임으로 리메이크할 것을 제안했다. 그와 디자이너 톰 홀은 당시 시장에 나와 있는 다른 컴퓨터 게임과 달리 카맥의 엔진을 기반으로 제작된 이 게임을 빠르고 폭력적으로 디자인했다. 울펜슈타인 3D에는 에이드리언 카맥의 작품과 보비 프린스의 음향 효과 및 음악이 포함되어 있다. 이 게임은 셰어웨어 모델에 따라 3개의 에피소드로 구성된 2세트로 아포지를 통해 출시되었으며, 첫 번째 에피소드는 무료로 출시되어 나머지 비용을 지불하려는 관심을 불러일으켰다. 추가 에피소드인 스피어 오브 데스티니(Spear of Destiny)가 폼젠(FormGen)을 통해 독립형 소매 타이틀로 출시되었다.
울펜슈타인 3D는 비판적이고 상업적인 성공을 거두었으며 지금까지 만들어진 최고의 비디오 게임 중 하나로 간주된다. 수많은 상을 수상했으며 1995년 말까지 250,000개 이상 판매되었다. "3D 슈터의 할아버지"라고 불리며, 1인칭 슈팅 장르를 대중화하고 빠른 속도로 진행되는 액션의 표준을 확립하는 데 도움을 준 것으로 널리 알려져 있다. 해당 장르의 많은 후속 게임에 대한 기술적 능력뿐만 아니라 당시 셰어웨어 퍼블리싱 모델의 생존 가능성도 보여준다. 폼젠은 게임용 에피소드 2개를 추가로 개발했으며 아포지는 팬이 제작한 800개 이상의 레벨 팩을 출시했다. 이드 소프트웨어는 시리즈로 돌아오지 않았지만 1995년에 소스 코드를 무료로 공개하기 전에 다른 수많은 타이틀에 엔진 라이센스를 부여했으며 2001년부터 울펜슈타인 시리즈의 다른 여러 게임이 다른 회사에서 개발되었다.

## 목적
미국 주인공이 히틀러 군사들을 총으로 쏴 죽이면서 출구를 찾는 게임이다. 사실 둠과 비슷한데 적의 쏘는 총 타격이 둠보다 더 크고 해서 주인공이 그 전에 적을 제대로 사살해야 한다. 또 둠2 게임의 주인공이 도중에 비밀 단계를 운좋게 찾으면 바로 이 곳으로 가게 되어 둠가이도 히틀러 부하 보병들을 만나 싸우게 된다. 그리고 둠과 울펜슈타인의 큰 차이점은 둠은 지도를 Tab를 눌러 볼 수 있지만 울펜슈타인은 그런 게 없다는 사실이다.

## 평가
울펜슈타인 3D는 장르에서 흔히 기대되는 빠른 속도의 액션과 기술력을 확립하고 장르의 인기를 크게 높였기 때문에 '3D 슈팅 게임의 할아버지', 특히 1인칭 슈팅 게임으로 불려왔다.
| 평가 |                                                 |
| --- | ----------------------------------------------- |
| 평론 점수 평론사 점수 올게임 (DOS) [ 1 ] ( Macintosh ) [ 2 ] ( 3DO ) [ 3 ] (SNES) [ 4 ] (Jaguar) [ 5 ] 게임프로 3.5/5 (XBLA) [ 6 ] IGN 8/10 (PSN) [ 7 ] |                                                 |
| 평론 점수 |                                                 |
| 평론사 | 점수                                            |
| 올게임 | (DOS) · (Macintosh) · (3DO) · (SNES) · (Jaguar) |
| 게임프로 | 3.5/5 (XBLA)                                    |
| IGN | 8/10 (PSN)                                      |

## 같이 보기
- 둠 (1993년 비디오 게임)
- 어스웜 짐